# Triraphis ramosissima
Triraphis ramosissima är en gräsart som beskrevs av Eduard Hackel. Triraphis ramosissima ingår i släktet Triraphis och familjen gräs. Inga underarter finns listade i Catalogue of Life.